# 北京广播电视台纪实科教频道
北京广播电视台纪实科教频道，即BRTV纪实科教频道，是北京广播电视台的一个以纪录片和科教类节目为主的电视频道。

## 简介
北京电视台纪实频道的前身为2008年5月1日开播的北京电视台奥运高清频道。2009年，经国家广电总局批准，奥运高清频道更名为纪实高清频道，成为中国大陆首家全高清纪录片频道。2011年7月1日，频道更名为“纪实频道”，并于2014年3月7日获批上星播出，成为中国大陆地方台纪录片频道中首家上星播出的专业频道。
北京电视台体育频道1993年开播，原为北京有线电视台第三套节目，后并入北京电视台，成为北京电视台第六套节目。该频道曾是北京电视台唯一一套体育电视频道，24小时播出，主要内容是以权威报道的体育新闻，体现时效性，独特性，重大性的特点，提供体育赛事以及最新节目，为北京电视观众喜爱的电视频道。
北京电视台科教频道是北京电视台的第三套节目，以科技、教育、法制节目为主。2003年SARS疫情期间，该频道曾与CETV-4一起专为北京及周边地区的当时停课在家的中小学生提供教育教学类、文艺科普类及心理辅导类节目。
2019年5月10日零时起，原BTV纪实频道改为BTV冬奥纪实频道继续上星播出，原BTV体育频道同日停止播送，BTV体育频道实质并入冬奥纪实频道。新的冬奥纪实频道除了强化冬季运动节目外，原BTV体育频道的部分节目（如《天天体育》、《足球100分》）和运动赛事（包括非冬季运动赛事，如中超和中国足协杯北京国安赛事、CBA北京首钢赛事直播）也将整合到冬奥纪实频道播出，部分地域版权受到限制的赛事（如2021赛季及之前的中超联赛）会安排的北京广播电视台其余地面频道（如新闻频道）播出。
2020年12月30日，该频道实现4K超高清播出。2021年12月31日，冬奥纪实8K试验频道开始播出，与标清、高清及4K版节目并不完全同步。
2022年9月21日，经国家广播电视总局批准，冬奥纪实频道更名为纪实科教频道，卫星参数不变。原科教频道改为体育休闲频道，科教频道原先的节目改在纪实科教频道播出。原冬奥纪实频道的体育节目改由体育休闲频道播出。一如先前的冬奥纪实频道，纪实科教频道8K版与标清、高清版节目不同步播出。
2024年2月21日起，“北京纪实科教”标清频道将在中星9号直播卫星上停止传输。